# Tommy Yu
Tommy Yu ( Mandarijn: 余昶賢; Jilóng, 23 november 1979) is een Taiwanees componist en fluitist.

## Levensloop
Yu vertrok op 14-jarige leeftijd in de Verenigde Staten. Hij studeerde aan de Brigham Young University (BYU) in Provo in Utah en behaalde aldaar zijn Bachelor of Music. Vervolgens studeerde hij compositie aan de Universiteit van Nevada (UNLV) in Las Vegas. Tot zijn leraren behoren April Clayton en Richard Soule (dwarsfluit) en Michael Hicks, Murray Boren, Jorge Grossmann en Virko Baley (compositie). 
Zoals iedere jonge componist is hij op zoek naar uitvoeringsmogelijkheden voor zijn werken. Als componist met Aziatische achtergrond verwerkt hij in zijn composities altijd elementen, die wij als indicatief Aziatisch muzikaal idioom aanzien. Meestal is de typische Aziatische folk muziek samen gezet in 3/4 en 9/8 maten en soms in 5/8 en 7/8 ritmes. Alhoewel de pentatonische toonladder ook ver buiten Azië zeer gebruikelijk is, maar de chromatiek werd in Azië meestal met ongekende afwandelingen van de Westerse muziek gebruikt en ingezet. 
In 2003 won hij de Young Artist Competition van het Utah Valley Symphony Orchestra en won eveneens een tweede prijs tijdens de Taipei Flute Competition in 2002 voor zijn werk The Morning Nocturne voor dwarsfluit en piano.

## Composities

### Werken voor harmonieorkest
- 2006 Their souls were lifted from the Dust

### Kamermuziek
- 2002 The Morning Nocturne, voor dwarsfluit en piano
- 2006 How Beautiful are the Lands We Love, voor cello en piano